# Штернфельс
Штернфельс (нем. von Sternfels, Sternenfels) — дворянский род.

## Описание герба
В лазоревом щите вертикально высокая серебряная скала, над ней золотая шестиконечная звезда. Щит увенчан дворянским коронованным шлемом. Нашлемник: встающий вправо серебряный лев с червлёными глазами и языком. Намёт: справа лазоревый с серебром, слева лазоревый с золотом.